# Jopará
Lo jopará /dʒopaˈɾa/ è una lingua mista, parlata in Paraguay, che mescola elementi dello spagnolo e del guaraní. Il nome deriva dal guaraní e significa appunto «misto». In un certo senso, può essere considerato la vera lingua del Paese, visto che la maggior parte della popolazione lo usa, preferendolo sia allo spagnolo che al guaraní nelle loro forme «pure».
Lo jopará rappresenta quindi una forma di diglossia. Il numero di elementi tratti dallo spagnolo piuttosto che dal guaraní dipende da diversi fattori: famiglia di origine, luogo in cui si tiene la conversazione, status dell'interlocutore, argomento della discussione, messaggio che si vuole trasmettere. In generale, la popolazione rurale o anziana tende ad utilizzare maggiormente elementi tratti dal guaraní, mentre la popolazione urbana o più giovane utilizza più facilmente elementi spagnoli. Spesso, i parlanti tendono a trattare degli argomenti più familiari e quotidiani usando maggiormente le influenze guaraní, mentre lo spagnolo è sentito come una lingua più appropriata per discutere di questioni più tecniche e specifiche. 
Sempre a livello generale, il guaraní è sentito come più popolare e "paraguayano", mentre lo spagnolo come più internazionale e "sofisticato".
Va notato come alcune parole spagnole, se usate nello jopará, possano assumere un significato diverso rispetto alla loro forma standard.
Dal 1992 il Ministero dell'Educazione ha introdotto nelle scuole l'insegnamento della lingua guaraní nella sua forma "pura" . Questo provvedimento ha suscitato reazioni contrastanti: alcuni lo hanno apprezzato, in quanto permetterebbe di preservare la lingua guaraní dalla sua scomparsa di fronte all'avanzata dello spagnolo; altri hanno invece fatto notare che il guaraní, nella sua forma "pura", non è in realtà l'idioma parlato quotidianamente dalla maggioranza della popolazione (che, appunto, usa lo jopará).